# Froidfond
Froidfond – miejscowość i gmina we Francji, w regionie Kraj Loary, w departamencie Wandea.
Według danych na rok 1990 gminę zamieszkiwało 878 osób, a gęstość zaludnienia wynosiła 41 osób/km² (wśród 1504 gmin Kraju Loary Froidfond plasuje się na 629. miejscu pod względem liczby ludności, natomiast pod względem powierzchni na miejscu 503.).